# El Cristo (Coclé)
El Cristo es un corregimiento del distrito de Aguadulce en la provincia de Coclé, República de Panamá. Es igualmente una de las ciudades más antiguas de la región. La localidad tiene 4.017 habitantes (2010).

## Historia
En la época precolombina fue habitada por una comunidad aborigen por un período de varios siglos. Según estudios realizados por el arqueólogo Richard-Cooke, esta comunidad era similar al ubicado en los límites con Santa María. En la época colonial, la historia de El Cristo se remite a la fundación de Natá, momento en que El Cristo era una granja de ganado de los españoles. La ciudad posee un árbol de Navidad, conocido por ser el más alto de América Central.